# Tabatzius muelleri
Tabatzius muelleri är en kräftdjursart som först beskrevs av Ortiz 1976.  Tabatzius muelleri ingår i släktet Tabatzius och familjen Melitidae. Inga underarter finns listade i Catalogue of Life.